# Rick Steves
Richard John Steves Jr. (Barstow, 10 maggio 1955) è uno scrittore, attivista e personaggio televisivo statunitense che si dedica principalmente al tema dei viaggi con una filosofia che incoraggia le persone ad esplorare le aree meno turistiche e ad immergersi nello stile di vita della popolazione locale.
Dal 2000 ha condotto il programma Rick Steves' Europe sulla televisione pubblica, dedicato appunto ad una serie di viaggi in Europa.
Steves conduce anche un programma radiofonico pubblico chiamato Travel with Rick Steves (dal 2005) ed è autore di numerose guide di viaggio, la prima delle quali è stata la popolare Europe Through the Back Door.
Nel 2006 è diventato editorialista di una syndicate e nel 2010 la sua azienda ha rilasciato un'applicazione per telefoni cellulari chiamata "Rick Steves' Audio Europe" contenente tour a piedi autoguidati e informazioni geografiche.

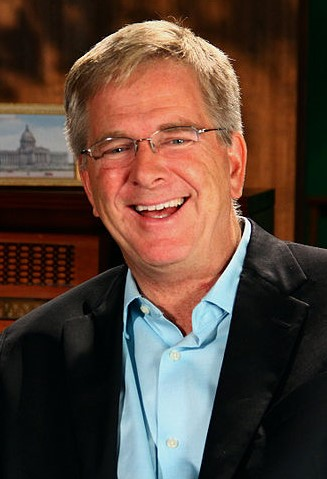
Rick Steves sul set di On The Record

## Biografia

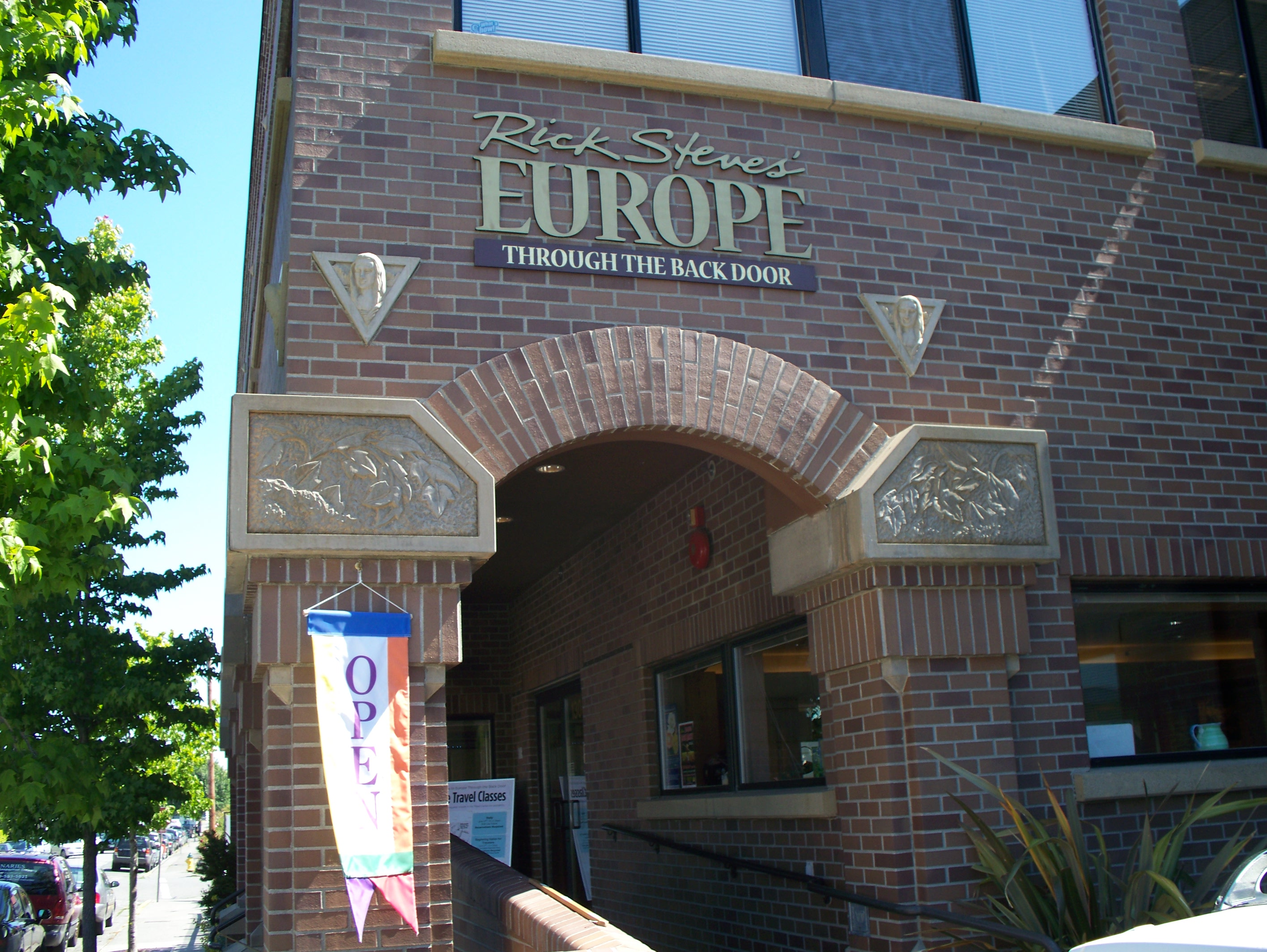
Sede aziendale di Rick Steves a Edmonds, Washington

Richard John Steves Jr. è nato a Barstow, in California, da Richard John Steves, direttore di una band di scuola superiore e tecnico di pianoforte, e June Erna Steves, nata Fremmerlid. Sua madre è figlia degli immigrati norvegesi Harold ed Erna Fremmerlid. Ha due sorelle, Jan e Linda. La famiglia si è trasferita a Edmonds, Washington nel 1967.
Quando Steves aveva 14 anni ha fatto un viaggio coi genitori in Europa, per vedere le fabbriche che producevano pianoforti. La famiglia possedeva un negozio di pianoforti chiamato "Steves Sound of Music" dove importavano e vendevano pianoforti, oltre ad accordarli. Steves ha documentato ciò che ha visto e vissuto sul retro delle cartoline che ha numerato in sequenza, conservandole poi in una scatola di legno. La famiglia ha anche visitato i parenti in Norvegia durante lo sbarco sulla luna dell'Apollo 11 e, in un parco di Oslo, Steves si è reso conto di ciò che lo avrebbe influenzato per tutta la vita: "Questo pianeta deve essere la casa di miliardi di figli di Dio ugualmente adorabili". A 18 anni, quindi, visitò di nuovo l'Europa senza i genitori, tenendo un diario di tutte quelle esperienze.
Steves ha frequentato l' Università di Washington, laureandosi in storia europea e amministrazione aziendale nel 1978.
Quando era ventenne Steves ha dato lezioni di viaggio al The Experimental College in un programma gestito da studenti, senza credito, presso la sua alma mater, l'Università di Washington, e ha lavorato come guida turistica in estate. All'epoca lavorava anche come insegnante di pianoforte.
Nel 1979, sulla base dei suoi corsi di viaggio, ha scritto la prima edizione di Europe Through the Back Door (ETBD), una guida generale su come viaggiare in Europa. Steves ha autopubblicato la prima edizione del libro nel 1980. Contrariamente alle comuni regole di copyright, il libro conteneva una pagina che riportava: "Chiunque sia sorpreso a ristampare qualsiasi materiale qui presente, per qualsiasi scopo, sarà ampiamente ringraziato".
Nonostante ciò, a differenza della maggior parte degli imprenditori nel settore turistico, ha aperto un'attività commerciale che, inizialmente, era sia un centro viaggi che uno studio di insegnamento di pianoforte. In questo periodo ha tenuto diversi corsi di viaggio e presentazioni di diapositive, ha fatto consulenze di viaggio, organizzato tour di gruppo e aggiornato i propri libri, pur non fornendo il servizio di prenotazione dei biglietti o altri servizi standard di un'agenzia di viaggio. In seguito, ha incorporato la sua attività sotto il nome di "Rick Steves' Europe Through the Back Door": il negozio era nella città di Edmonds, a nord di Seattle. La sede dell'azienda, nel 2018, è ancora a Edmonds.
Il primo programma televisivo di Steves, Travels in Europe with Rick Steves, è stato trasmesso alla televisione pubblica nell'aprile 1991 ed è terminato nel 1998. Il suo secondo spettacolo, Rick Steves' Europe, ha debuttato nel settembre 2000 ed è stato trasmesso fino al 2020.

## Attività

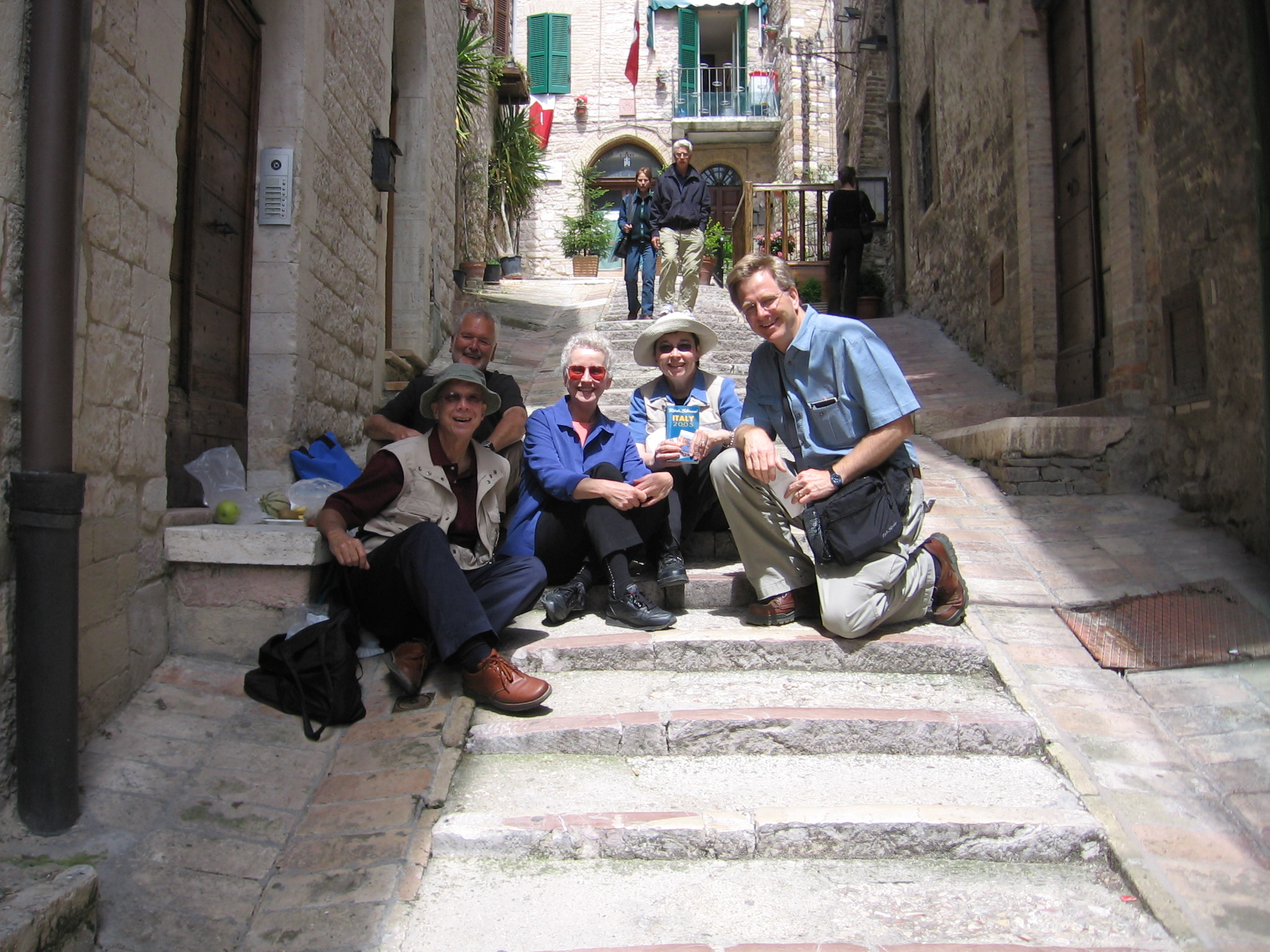
Rick Steves con i turisti in Italia

Steves sostiene i viaggi indipendenti: i suoi libri e le produzioni multimediali trattano principalmente di viaggi in Europa e sono diretti a un pubblico nordamericano. In qualità di conduttore, scrittore e produttore della popolare e longeva serie televisiva Rick Steves' Europe, e attraverso le sue guide turistiche, incoraggia il suo pubblico a diventare "locali temporanei", visitando non solo le grandi città, ma anche gli accoglienti villaggi lontani dalle rotte turistiche popolari.
Le serie televisive, le guide, i programmi radiofonici, le applicazioni mobili di Steves e i tour europei in autobus organizzati dalla sua compagnia attirano fan noti come "Rickniks".
Il rapporto di Steves con la televisione pubblica è iniziato nel 1991 con la sua prima serie, Travels in Europe With Rick Steves. Da allora è diventato uno dei principali conduttori della televisione pubblica, raccogliendo milioni di dollari all'anno per le stazioni negli Stati Uniti. Scrive e co-produce i suoi programmi televisivi attraverso la propria società di produzione, Back Door Productions.
Da quando ha autopubblicato il primo libro nel 1980, Steves ha scritto guide nazionali, guide cittadine e regionali, frasari ed è co-autore di Europe 101: History and Art for Travellers. Il suo libro sull'Italia è la guida internazionale più venduta negli Stati Uniti.
Nel 1999 ha iniziato a scrivere in un nuovo stile con le aneddotiche Postcards from Europe, raccontando i suoi momenti preferiti dei tanti anni di viaggio. I libri di Steves sono pubblicati da Avalon Travel Publishing, un membro del Perseus Books Group.
Nel 2009, Steves ha pubblicato il libro Travel as a Political Act, una guida su come viaggiare in modo più ponderato.
Oltre alle guide e ai programmi televisivi, Steves si è dedicato alla radio, ai giornali e alle applicazioni mobili. Nel 2005 ha lanciato un programma radiofonico pubblico settimanale: Travel with Rick Steves. Concentrandosi sui viaggi nel mondo, sebbene con una forte enfasi su Europa e Nord America, ogni programma include un esperto di viaggi come ospite per le interviste, seguite da chiamate del pubblico con domande e commenti.
Nel 2006, Steves è diventato un editorialista syndicate con la sua rubrica per la Tribune Content Agency.
Nel 2010 ha lanciato l'applicazione mobile Rick Steves' Audio Europe, una libreria di contenuti audio (inclusi tour a piedi autoguidati) organizzati in playlist geografiche specifiche per iPhone e Android.

## Ideologia politica e civica
Politicamente Steves si è identificato come un sostenitore del Partito Democratico e ha pubblicamente approvato le campagne presidenziali di Hillary Clinton e Joe Biden rispettivamente nel 2016 e nel 2020.
Steves è un convinto sostenitore della legalizzazione della cannabis e un attivo sostenitore degli sforzi per riformare la politica sulla cannabis negli Stati Uniti. Secondo Steves: "Come la maggior parte dell'Europa, credo che la marijuana sia una droga leggera, come l'alcol e il tabacco. Come l'alcol e il tabacco, non c'è motivo per cui non debba essere tassata e regolamentata. Il crimine dovrebbe entrare nell'equazione solo se viene abusata al punto di danneggiare persone innocenti."
Steves fa parte del comitato consultivo dell'Organizzazione nazionale per la riforma delle leggi sulla marijuana, diventandone presidente del consiglio di amministrazione nel 2021. È stato anche uno dei principali sostenitori dell'Iniziativa 502 per legalizzare, tassare e regolamentare la cannabis nello stato di Washington. Steves ha condotto un programma educativo sponsorizzato dalla ACLU intitolato Marijuana: It's Time for a Conversation, che è stato candidato per un Emmy.
Fra le attività sociali, Steves si dedica alle soluzioni per i senzatetto: nel 2005 ha costruito un complesso di appartamenti di 24 unità a Lynnwood chiamato Trinity Place e amministrato dalla YWCA locale, per fornire alloggi temporanei alle madri senzatetto e ai loro figli.
Nel 2017, Steves ha donato lo stesso complesso di appartamenti alle donne e ai bambini senzatetto della YWCA. I membri dell'Edmonds Noontime Rotary Club aiutano a mantenere gli edifici e i terreni, fornendo di diversi beni, dai mobili ai fiori, oltre ad organizzare raccolte di fondi.
Steves ha donato i diritti d'autore di uno dei suoi libri al gruppo Bread for the World, un movimento per porre fine alla fame nel mondo.
Per sostenitore le arti, nel 2011 Steves ha donato un milione di dollari all'Edmonds Center for the Arts e alla Cascade Symphony Orchestra.

Come viaggiatore esperto Steves ammette che il terrorismo è qualcosa a cui gli statunitensi dovrebbero abituarsi, una naturale conseguenza della posizione degli Stati Uniti nella comunità globale e del modo in cui è militarmente avanzato. In un'intervista al Seattle Times, Steves ha dichiarato:
"Penso che siamo 300 milioni di persone e se perdiamo qualche centinaio di persone all'anno a causa dei terroristi, questo non cambia chi siamo e non dovrebbe cambiare il tessuto della nostra società. Francamente, penso che dovremmo abituarci a perdere: fintanto che assumiamo la posizione nel mondo di essere la superpotenza militare, avrai persone che ti morderanno. E se sono centinaia o migliaia — perdiamo 15.000 persone all'anno per avere il diritto di portare armi e la maggior parte della gente pensa che sia un buon affare, anno dopo anno. Noi utilizziamo 15.000 persone per il diritto di portare armi. Cosa spendiamo per essere così aggressivi e pesanti su questo pianeta? Avremo sempre il terrorismo."
Quando si è recato in Iran, ha notato la somiglianza tra iraniani e statunitensi, che rinunciano ciascuno alle proprie libertà per rendersi meno timorosi:
"Hanno barattato la loro libertà per una teocrazia, per paura. È proprio come gli americani. Non vogliamo torturare le persone, vogliamo avere le libertà civili, non vogliamo che il nostro governo legga la nostra posta. Ma quando abbiamo paura, lasciamo che la paura prevalga sul nostro impegno per le nostre libertà civili e la decenza. Permettiamo la tortura, permettiamo al governo di leggere la nostra posta. Non è perché siamo cattivi, è perché a volte la paura è più importante dei nostri valori fondamentali. E l'Iran ha paura. Hanno rinunciato alla democrazia perché sanno che una teocrazia sarà forte contro l'invasione dei valori occidentali." 
In Travel as a Political Act, Steves ha scritto che esporre la bandiera americana sulle antenne delle auto "crea una dinamica schizofrenica e spaventosa che potrebbe alimentare il terrorismo di oggi e i conflitti internazionali di domani".
Il 20 gennaio 2017, data dell'insediamento di Donald Trump, Steves ha eguagliato la somma totale di ogni acquisto effettuato quel giorno sul suo sito web e l'ha donata all'American Civil Liberties Union. Secondo Steves, il sito ha avuto un traffico maggiore del solito dopo aver annunciato lo sforzo e che i clienti hanno acquistato 42.962 $ in merce. Ha quindi donato  50.000 $ all'ACLU e ha dichiarato: "Quelli di noi con passaporti e che sono abbastanza ricchi da viaggiare molto, specialmente i maschi bianchi, etero e cristiani come me, non pensano spesso alle libertà civili... almeno, non in modo immediato o personale. Le libertà civili non sono un problema per la maggior parte di noi. Se una persona benestante ha problemi con la legge, può assumere un buon avvocato. Sono i poveri che riempiono le nostre prigioni. Se voglio fumare erba, nessuno mi arresterà. Sono i poveri e i neri che vengono arrestati e poi privati dei diritti civili. Ho una voce perché mi adeguo alle norme della società e ho i soldi." 
Nel giugno 2019, riconoscendo che il viaggio è una fonte di distruzione ambientale, ha annunciato che la sua compagnia turistica donerà 1 milione di dollari all'anno a un portafoglio di organizzazioni no profit ambientali, per mitigare le emissioni di carbonio prodotte dai 30.000 viaggiatori annuali che utilizzano il suo programma di tour. I critici sostengono che un viaggio non potrà mai essere a emissioni zero e che le sue donazioni siano solo un modo per i ricchi di sentirsi meglio; Steves ribatte che se i viaggiatori preferiscono prenotare con la sua compagnia a causa della compensazione delle emissioni di carbonio, altre compagnie di viaggio saranno costrette a seguire l'esempio per rimanere in attività.

## Vita privata
Steves è un cristiano luterano e ha scritto e ospitato video educativi su argomenti come Martin Lutero e la Riforma protestante. Sostiene la teologia della liberazione ed ha parlato alla Lutheran Peace Fellowship.
Per riconoscere il suo "eccezionale servizio alla chiesa e alla società", il Luther Institute, affiliato al Lutheran Theological Seminary di Gettysburg, gli ha conferito il Wittenberg Award.
Steves è di origini norvegesi. Sua sorella Jan è una pilota di Iditarod, un tipo di gara di cani da slitta.
È stato sposato con Anne Steves fino al loro divorzio nel 2010 e hanno due bambini. Il figlio Andy Steves ha seguito le orme del padre e ha fondato la sua compagnia di viaggi, la Weekend Student Adventures Europe, oltre ad aver pubblicato la guida Andy Steves' Europe: City-Hopping on a Budget .
Nel dicembre 2019 ha iniziato a frequentare il reverendo Shelley Bryan Wee, vescovo del sinodo di Washington nord-occidentale nella Chiesa evangelica luterana in America.
Steves trascorre circa un terzo dell'anno in Europa per fare ricerche per le sue guide e per le riprese di programmi TV. Ciononostante, la sua casa è ancora a Edmonds, dove vive dal 1967.